# Lime Village
Lime Village (Dena’ina: Hek'dichen Hdakaq') ist ein Ort und ein census-designated place (CDP) in der Bethel Census Area in Alaska in den Vereinigten Staaten. Das U.S. Census Bureau hatte bei der Volkszählung 2020 eine Einwohnerzahl von 13 ermittelt.

## Geographie
Lime Village befindet sich im zentralen Südwesten von Alaska am linken Flussufer des Stony River, ein linker Nebenfluss des Kuskokwim River. Der etwa 180 m hoch gelegene Ort befindet sich westlich der südlichen Alaskakette. Lime Village befindet sich 345 km ostnordöstlich vom Verwaltungszentrum Bethel sowie 295 km westlich von Anchorage. 77 km nordwestlich von Lime Village liegt die Siedlung Stony River nahe der Mündung des Stony River in den Kuskokwim River. Lime Village verfügt über den Flugplatz Lime Village.

## Geschichte
Das indigene Dorf tauchte beim Zensus 1939 als „Hungry Village“ mit 38 Einwohnern auf. Im Jahr 1950 wurden 29 Einwohner gezählt. Der heutige Name des Dorfes bezieht sich auf die nahe gelegene Hügelkette Lime Hills. 1980 wurde Lime Village ein census-designated place. 2007 schloss die Schule in Lime Village aufgrund zu geringer Schülerzahlen. Heute besuchen einige Weggezogene den Ort in den Sommermonaten.

## Demografie
Zum Zeitpunkt der Volkszählung im Jahre 2020 (U.S. Census 2020) hatte Lime Village 13 Einwohner auf einer Landfläche von 198,19 km². Von den Einwohnern waren 12 amerikanisch-indianischer Abstammung sowie ein Asiate.
Beim Zensus im Jahr 2000 wurden 6 Einwohner gezählt, 2010 waren es 29.